# سحار الأقدام
داء سحار الأقدام، المعروف أيضًا باسم داء الفيل غير الخيطي، هو مرض يصيب الأوعية اللمفاوية في الأطراف السفلية، ويحدث نتيجة التعرض المزمن لتربة مهيجة محددة. يعتبر المرض ثاني أشيع سبب للوذمة اللمفاوية الاستوائية بعد داء الخيطيات اللمفاوي، ويظهر على شكل تورم شديد في الأطراف السفلية مسببًا التشوه والعجز. تشمل طرق الوقاية ارتداء الأحذية وتغطية الأرضيات. يعتمد العلاج بشكل أساسي على التنظيف اليومي للأقدام وارتداء الضمادات الضاغطة، وعند الضرورة، إزالة العقيدات العلوية جراحيًا.

## العلامات والأعراض
يسبب سحار القدم تورم غير متناظر ثنائي الجانب في الساقين مع وجود عقيدات صلبة تعلوها. قد تتضمن الأعراض في مرحلة مبكرة من المرض ما يلي: الحكة والتنميل وزيادة عرض مقدمة القدم وتورم يتطور لاحقًا إلى وذمة طرية وتليف جلدي ونشوء ورام حليمي وتشكل عقيدات تشبه الطحالب. ساهم العرض الأخير في تسمية المرض بداء القدم الطحلبية في بعض المناطق من العالم. وكما هو الحال مع الأشكال الأخرى من الوذمة اللمفاوية الاستوائية، قد يؤدي المرض المزمن إلى تصلب أصابع القدم والتقرح والإصابة بعدوى بكتيرية إضافية. خلال النوبات الحادة من التهاب الأوعية اللمفاوية الغدي، قد يصاب المرضى بالحمى وتصبح أطرافهم دافئة ومحمرة ومؤلمة. تكون هذه النوبات مضنية للغاية، وتسبب ضياع أيام عديدة من النشاط والإنتاجية سنويًا.

### العواقب النفسية
قد يسبب داء سحار القدم الوصم الاجتماعي والتمييز بسبب مظهره. يعاني المصابون بالمرض أيضًا من جودة حياة منخفضة مقارنةً بأشخاص آخرين يمرون بنفس الظروف المعيشية باستثناء معاناتهم من سحار القدم، ويسجلون نسب أعلى من الاضطرابات النفسية والاكتئاب.

## الفسيولوجيا المرضية
وفقًا لمنظمة الصحة العالمية: «تشير الأدلة إلى أن سحار القدم ناجم عن تفاعل التهابي غير طبيعي محدد وراثيًا تجاه الجزيئات المعدنية في التربة الطينية الحمراء المهيجة المشتقة من الرواسب البركانية».
تنطوي الفسيولوجيا المرضية لداء سحار القدم على مزيج من القابلية الوراثية، وهذا قد يرتبط بمتغيرات المورثات: HLA-DQA1 وHLA-DQB1 وHLA-DRB1، والتعرض التراكمي للتربة المثيرة للالتهاب. تخترق جزيئات هذا النوع من التربة القدمين، لدى الأفراد المعرضين للإصابة، وتتجمع في الأوعية اللمفاوية. مع مرور الوقت، يؤدي الالتهاب المزمن داخل الأوعية اللمفاوية إلى تليفها وانسدادها.

## التشخيص

### التشخيص التفريقي
يتضمن التشخيص التفريقي لداء سحار القدم أسبابًا أخرى للوذمة اللمفاوية الاستوائية، كداء الخيطيات أو الجذام والورم الفطري القدمي. 
يكون داء الخيطيات أحادي الجانب بشكل عام، وفي المقابل، يصيب سحار القدم الجهتين، ولكن بشكل غير متناظر وبطريقة تصاعدية. نادرًا ما يصل سحار القدم إلى المنطقة الإربية، بينما تتأثر هذه المنطقة في داء الخيطيات عادةً. تشير نسبة عالية من حالات الوذمة اللمفاوية/ القيلة المائية في منطقة ما إلى أن سحار القدم يشكل السبب الرئيسي للوذمة اللمفاوية. في بعض الحالات، لا يستطيع التاريخ المرضي والتجلي السريري التفريق بين سببي الوذمة اللمفاوية الاستوائية. قد يساعد علم الأوبئة المحلي أيضًا في التوجه للتشخيص، إذ يوجد عادةً داء سحار القدم في المناطق المرتفعة ذات التربة البركانية، بينما يشيع داء الخيطيات في المناطق المنخفضة حيث ينتشر البعوض. يفيد في تشخيص داء الخيطيات اللمفاوي أخذ لطاخات دموية من المريض، وفيها يمكن رؤية طفيليات المكروفيلارية، إضافةً لتقنيات الكشف عن المستضد.
قد تحاكي الوذمة اللمفاوية الجذامية أيضًا سحار القدم سريريًا، لكن في الأولى، سيعاني المريض من غياب الإحساس في أصابع القدم والقدم، بالإضافة إلى زيادة سماكة الأعصاب وظهور قرحات ضمورية. تتضمن الأسباب الأخرى للوذمة اللمفاوية: ساركوما كابوزي والورم الفطري وداء الفيل الثؤلولي.

## الوقاية
يعتمد الحد من سحار القدم على الوقاية، وذلك عبر نشر ثقافة ارتداء الأحذية والاعتناء الشديد بنظافة القدم وتغطية الأرضيات. كذلك، تعتبر المبادرات المجتمعية ضرورية للقضاء على المرض. في إثيوبيا، تعمل جمعية علاج القدم الطحلبية والوقاية منها (حاليًا: الجمعية العالمية للقدم الطحلبية) على تحويل المرضى إلى وكلاء خاصين يزورون المرضى الجدد ويعلموهم ركائز العلاج الأساسية، كالاعتناء بنظافة القدم، ويثقفوا العائلات عمومًا حول هذا المرض. استخدمت العديد من الجمعيات غير الحكومية الأخرى هذا النموذج، لتبدأ برامج في مناطق أخرى من إثيوبيا.

## العلاج
تعتمد الوقاية من سحار القدم وعلاجه على تجنب التعرض للتربة المسببة بشكل أساسي. يعد ارتداء الأحذية في المناطق التي تشيع فيها التربة المثيرة للالتهاب الطريقة الأساسية لتقليل مقدار التعرض. حظرت الحكومة في رواندا، وهي بلد ينتشر فيه المرض بشكل كبير، المشي بأقدام حافية في الأماكن العامة، للوقاية من سحار القدم والأمراض الأخرى التي تنقلها التربة. يجب مزامنة زيادة توافر الأحذية مع تثقيف الشعب حول فوائد ارتدائها؛ فقد تعيق التأثيرات الثقافية، كتقاليد المشي بأقدام حافية، انتشار ارتداء الأحذية.
بمجرد تطور المرض، يمكن تقليل تواتر النوبات الحادة عبر الاعتناء الشديد بنظافة القدم، كالغسيل اليومي بالماء والصابون، واستخدام المطريات ورفع الأطراف المصابة ليلًا. لن تزول العقيدات بهذه الإجراءات المحافظة، ولكن يمكن اللجوء للجراحة لاستئصالها.

## الوبائيات
غالبًا ما تشاهد حالات سحار القدم في مناطق المرتفعات في إفريقيا والهند وأمريكا الوسطى. يُلاحظ أعلى معدل انتشار للمرض في أوغندا وتنزانيا وكينيا ورواندا وبوروندي والسودان وإثيوبيا، وقد لخصت مراجعة حديثة التوزع العالمي لداء سحار القدم. في بعض مناطق إثيوبيا، يصل معدل الانتشار إلى 4%. يزداد حدوث سحار القدم مع تقدم العمر، ويرجع ذلك على الأرجح إلى التعرض التراكمي للتربة المسببة. من النادر جدًا رؤية سحار القدم في الفئة العمرية 0-5 سنوات، ويزداد معدل الإصابة بسرعة في الفئة العمرية 6- 20 سنة، ويبلغ معدل الانتشار أقصى مستوياته بعد سن الخامسة والأربعين. يلاحظ المرض بشكل أشيع في المناطق المرتفعة ذات التربة البركانية، وتشير التقديرات إلى أنه يؤثر على 4 ملايين شخص في جميع أنحاء العالم. تعتبر الخسائر الإنتاجية المرتبطة بالمرض كبيرة؛ ففي إثيوبيا (حيث يوجد 1.6 مليون مصاب)، يعتقد أنه سبب خسائر إنتاجية سنوية قدرها 200 مليون دولار، وذلك وفقًا لتقديرات 2004.

## نبذة تاريخية
بعد اكتشاف الديدان الخيطية، ودورها المهم في إحداث الوذمة اللمفاوية الاستوائية في القرن التاسع عشر، افترض الباحثون الأوائل أنها السبب الوحيد للوذمة اللمفاوية في المناطق الاستوائية. اكتشف لاحقًا أن توزع الوذمة اللمفاوية الاستوائية والخيطيات لا يتوافق تمامًا، وبدأ الباحثون في إدراك عدم ارتباط بعض أشكال الوذمة اللمفاوية الاستوائية بها. اكتشف إرنست برايس، وهو جراح بريطاني يعيش في إثيوبيا، المسببات الحقيقية لداء سحار القدم في السبعينيات والثمانينيات من القرن الماضي، عبر دراسته للعقد والأوعية اللمفاوية لدى المصابين بالمرض. باستخدام المجهر الضوئي، لاحظ برايس وجود خلايا بلعمية حاملة لجزيئات دقيقة ضمن العقد اللمفاوية للأطراف المصابة. بعد فحص نفس الأنسجة باستخدام المجهر الإلكتروني، كان قادرًا على كشف السيليكون والألمنيوم ومعادن أخرى ملتصقة بسطح الخلايا اللمفاوية وضمن الجسيمات البلعمية في الخلايا البلعمية الكبيرة. أثبت برايس أن الأوعية اللمفاوية لهؤلاء المرضى قد طورت وذمة تحت ظهارية وشكلت ألياف من الكولاجين ضمن التجويف، ما أدى في نهاية المطاف إلى انسداد الوعاء بشكل كامل. كتب برايس بحثًا عن سحار القدم، ونشر بعد وفاته في عام 1990.